# Blauwkeelara
De blauwkeelara (Ara glaucogularis soms aangeduid als  Ara caninde maar dit is een synoniem: voor Ara ararauna) is een vogel van de familie der Psittacidae (papegaaien van Afrika en de Nieuwe Wereld). Het is een ernstig bedreigde vogelsoort die voorkomt in Bolivia.

## Uiterlijk
De blauwkeelara is ongeveer 75 tot 85 centimeter groot (incl. de staartveren). De vogel bereikt een gewicht van ongeveer 750 gram. De vogel heeft felle kleuren met turkoois blauwe vleugels en staart. De onderkant van de staart, buik en borst zijn met een uitloop naar de wangen geel van kleur. De naakte huid rondom de ogen is wit van kleur met smalle lijnen van kleine donkerblauwe veren. De keel is blauw van kleur. De krachtige grote snavel is zwart. Mannetjes en vrouwtjes hebben hetzelfde verenkleed. De irissen van volwassen vogels zijn grijsgeel van kleur terwijl de jonge ara's nog bruine irissen hebben. Qua uiterlijk lijkt deze vogel enorm veel op de blauw-gele ara. Echter is bij deze laatstgenoemde ara de keel niet blauw maar zwart van kleur, is het voorhoofd groen gekleurd en is de lichte naakte huid rondom de ogen groter.

## Leefgebied
Deze ara soort is endemisch tot een klein gebied in het noordelijke deel van centraal Bolivia. Dit gebied staat bekend als Los Llano de Moxos, onderdeel van de Beni Savannas. Hij leeft in de meer open gebieden en nestelt en overnacht in 'eilanden' van palmbomen in deze gebieden.

## Voortplanting
De vogel maakt gebruik van nestholtes in palmbomen. Het broedseizoen loopt van rondom december tot en met april.

## Geluid
De vogel is vrij luidruchtig. Hij heeft een lange hoge schelle schreeuw. Bij dreigend gevaar neemt geluidvolume toe.

## Status
De blauwkeelara is een van 's werelds meest zeldzame papegaaiensoorten. Naar schatting leefden er in 2012 nog tussen de 110 tot 130 exemplaren in het wild. De grootste bedreiging blijft de illegale handel in exotische dieren en het verdwijnen van leefgebied door het kappen van bomen en de omzetting van palmbos in weidegronden. Door het kappen van oude bomen zijn ook de mogelijke nestelplaatsen in aantal afgenomen. De vogels moeten voor hun nesten concurreren met andere holenbroeders zoals toekans en grote soorten spechten. Daarom staat deze ara als ernstig bedreigd op de Rode Lijst van de IUCN. In de dierentuinen zijn rondom de 80 broedparen aanwezig (2003).

## Afbeeldingen

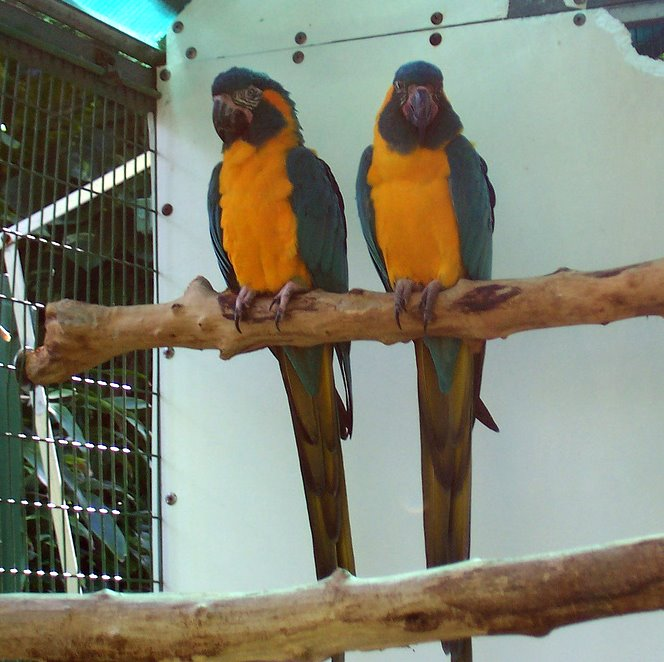
In gevangenschap
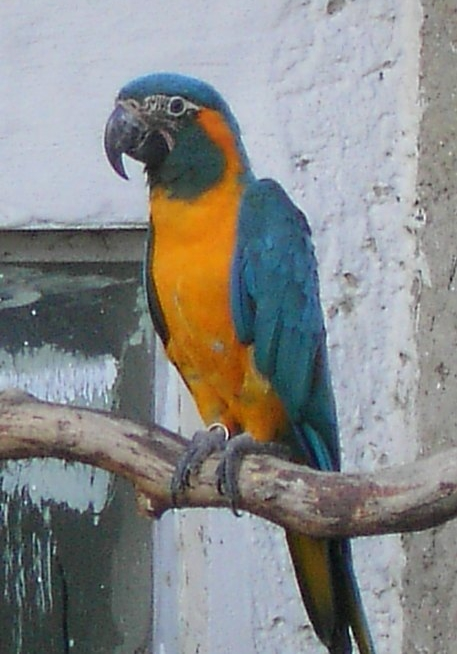
In gevangenschap
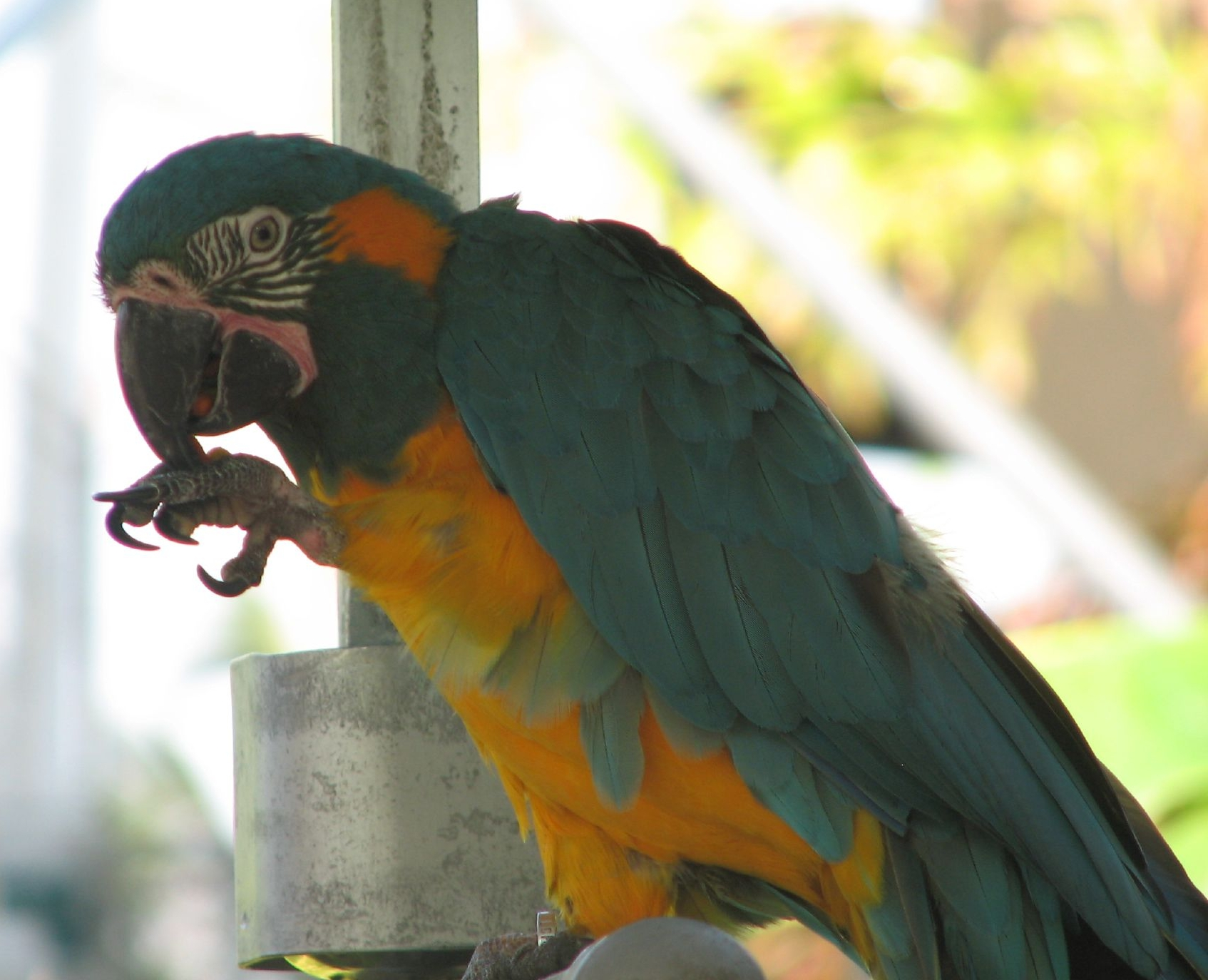
In Jungle Island, Florida, USA.
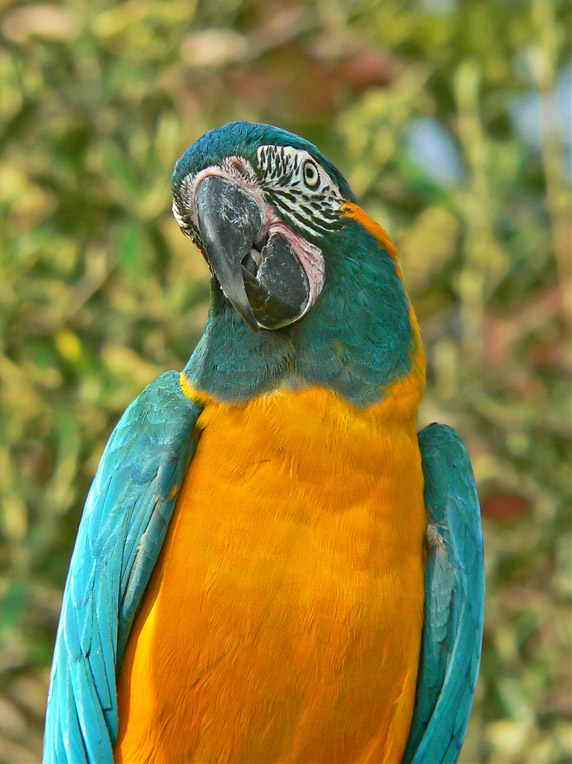
In de dierentuin van Cincinnati Zoo
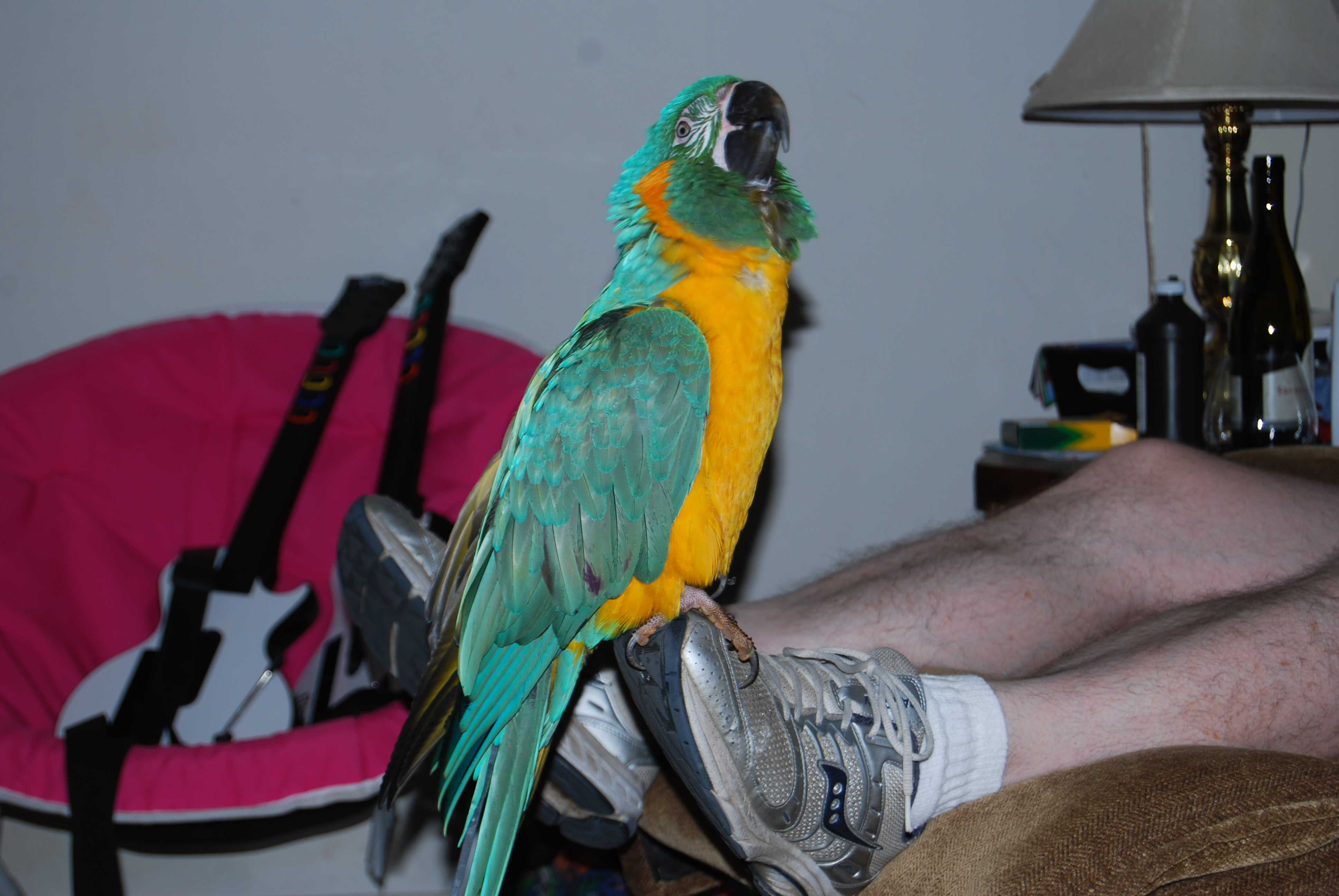
Als huisdier
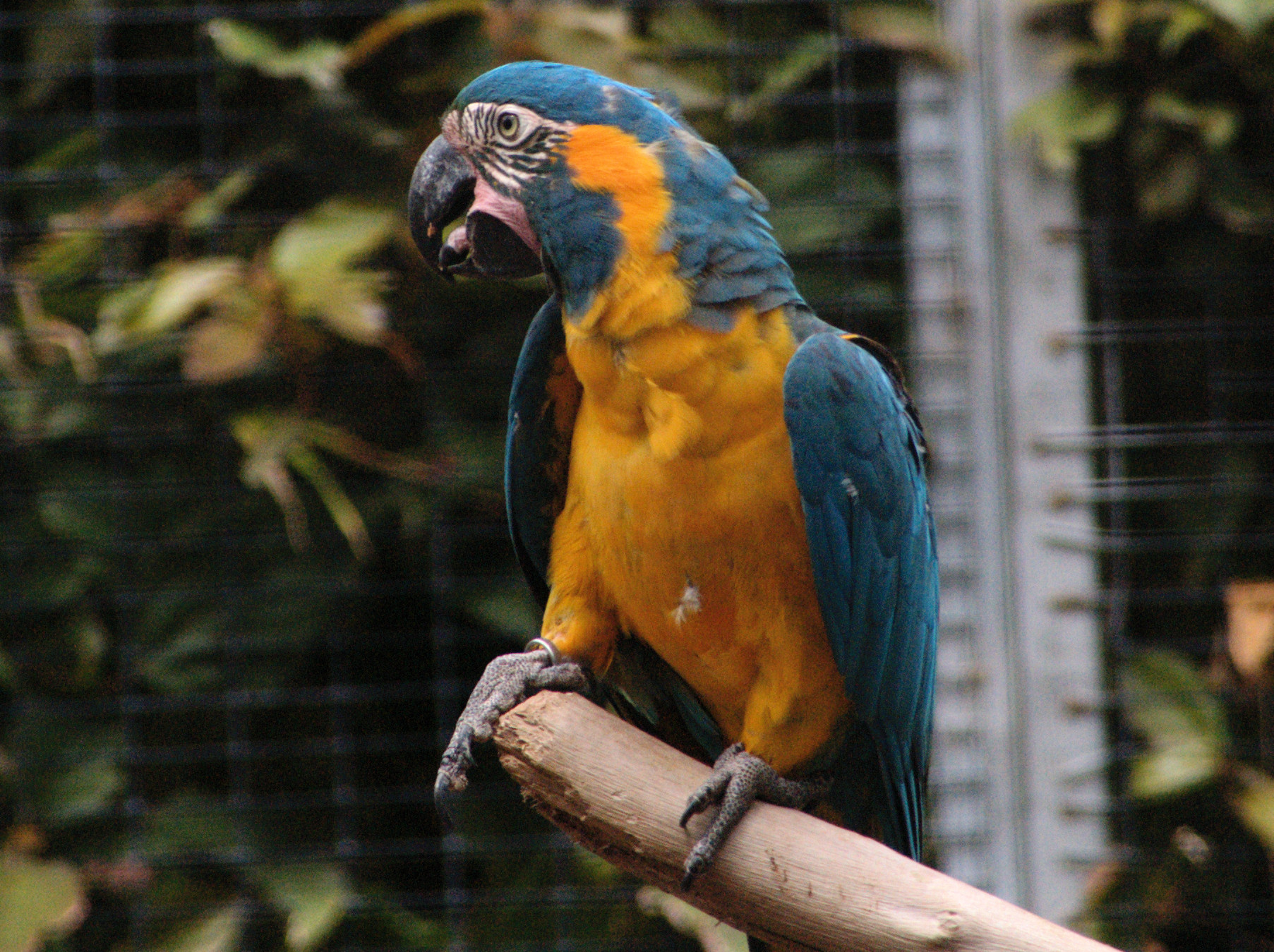
In Loro Parque
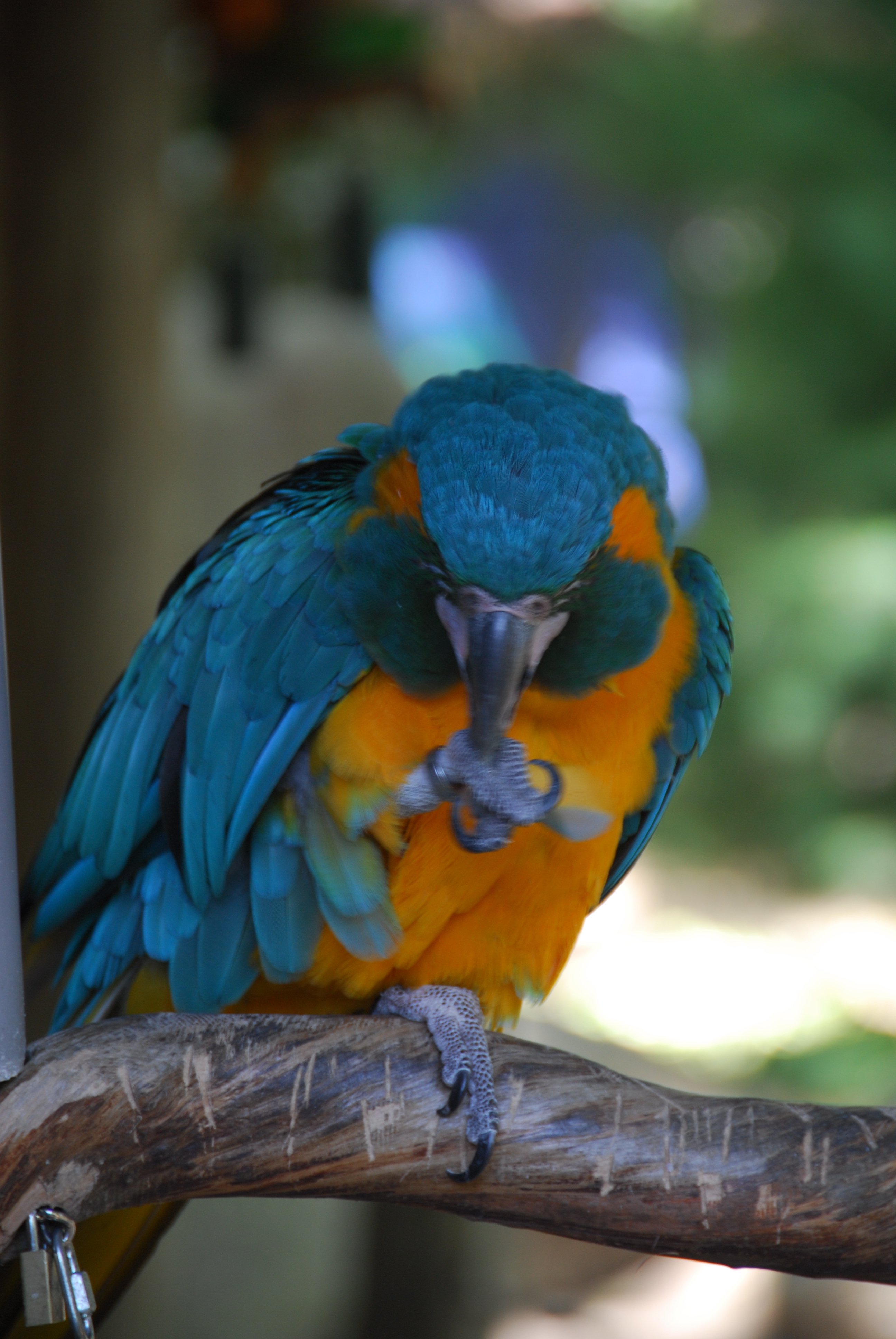
De bovenkant van de kop is blauw